# Isländische Badmintonmeisterschaft 1971
Die Isländische Badmintonmeisterschaft 1971 fand vom 1. bis zum 2. Mai 1971 in Reykjavík statt. Es war die 23. Auflage der nationalen Titelkämpfe von Island im Badminton.

## Finalresultate
| Disziplin    | Sieger                                  | Finalist                                    | Ergebnis           |
| ------------ | --------------------------------------- | ------------------------------------------- | ------------------ |
| Herreneinzel | Haraldur Kornelíusson                   | Reyni Þorsteinsson                          | 15-3, 15-12        |
| Dameneinzel  | nicht ausgetragen                       | -                                           | -                  |
| Herrendoppel | Jón Árnason Viðar Guðjónsson            | Jóhannes Guðmjónsson Hörð Ragnarsson        | 15-8, 17:18, 15-10 |
| Damendoppel  | Hanna Lára Köhler Lovísa Sigurðardóttir | Hulda Guðmundsdóttir Jónina Niljóníusdóttir | 15-5, 16-18, 15-12 |
| Mixed        | Haraldur Kornelíusson Hanna Lára Köhler | Lárus Guðmundsson Jónina Niljóníusdóttir    | 15-5, 15-9         |